# えんどうさや
えんどう さや（9月28日 - ）は、日本の女性声優。オフィス薫所属。埼玉県出身。

## 略歴
オフィス薫附属声優養成所第7期卒業生。

## 人物
音域はメゾソプラノ。方言は静岡弁。
特技はリコーダー。趣味はねんど細工、パソコン、読書、音楽鑑賞。

## 出演

### テレビアニメ
- ジェニーはティーン☆ロボット（ブリット）

### 吹き替え
- アンディ・ラウの獄中龍
- シスターズ・フェイバリット
- 少林七傑（ジャンパオの妻）
- スリープレス（アンジェラ）
- となりのサインフェルド
- 非常戦闘区域（モニカ）
- ヘル・ファイヤー
- リジー&Lizzie（ヘイウッド）
- ワンだー・エディ

### CM
- ナイキ・プレミアムカップ（女子サッカー選手）